# 槻木村 (熊本県)
槻木村（つきぎむら）は、熊本県球磨郡にあった村。

## 歴史
- 1889年4月1日 - 町村制施行により、槻木村が成立。
- 1895年2月1日 - 久米村と合併して久米村の一部となり、閉村。